# Matthias Witthaus
Matthias Witthaus (Oberhausen, 11 ottobre 1982) è un hockeista su prato tedesco.

## Palmarès

### Olimpiadi
- 3 medaglie:
  - 2 ori (Pechino 2008; Londra 2012)
  - 1 bronzo (Atene 2004)

### Europei
- 1 medaglia:
  - 1 oro (Mönchengladbach 2011)

### Champions Trophy
- 5 medaglie:
  - 2 ori (Rotterdam 2001; Kuala Lumpur 2007)
  - 3 argenti (Amstelveen 2000; Colonia 2002; Terrassa 2006)